# Eucopia grimaldii
Eucopia grimaldii is een kreeftachtigensoort uit de familie van de Eucopiidae. De wetenschappelijke naam van de soort is voor het eerst geldig gepubliceerd in 1942 door Nouvel.